# Cléden-Cap-Sizun
Cléden-Cap-Sizun är en kommun i departementet Finistère i regionen Bretagne i västra Frankrike. Kommunen ligger i kantonen Pont-Croix som tillhör arrondissementet Quimper. År 2022 hade Cléden-Cap-Sizun 912 invånare.

## Befolkningsutveckling
Antalet invånare i kommunen Cléden-Cap-Sizun
Referens:INSEE